# Глоговец

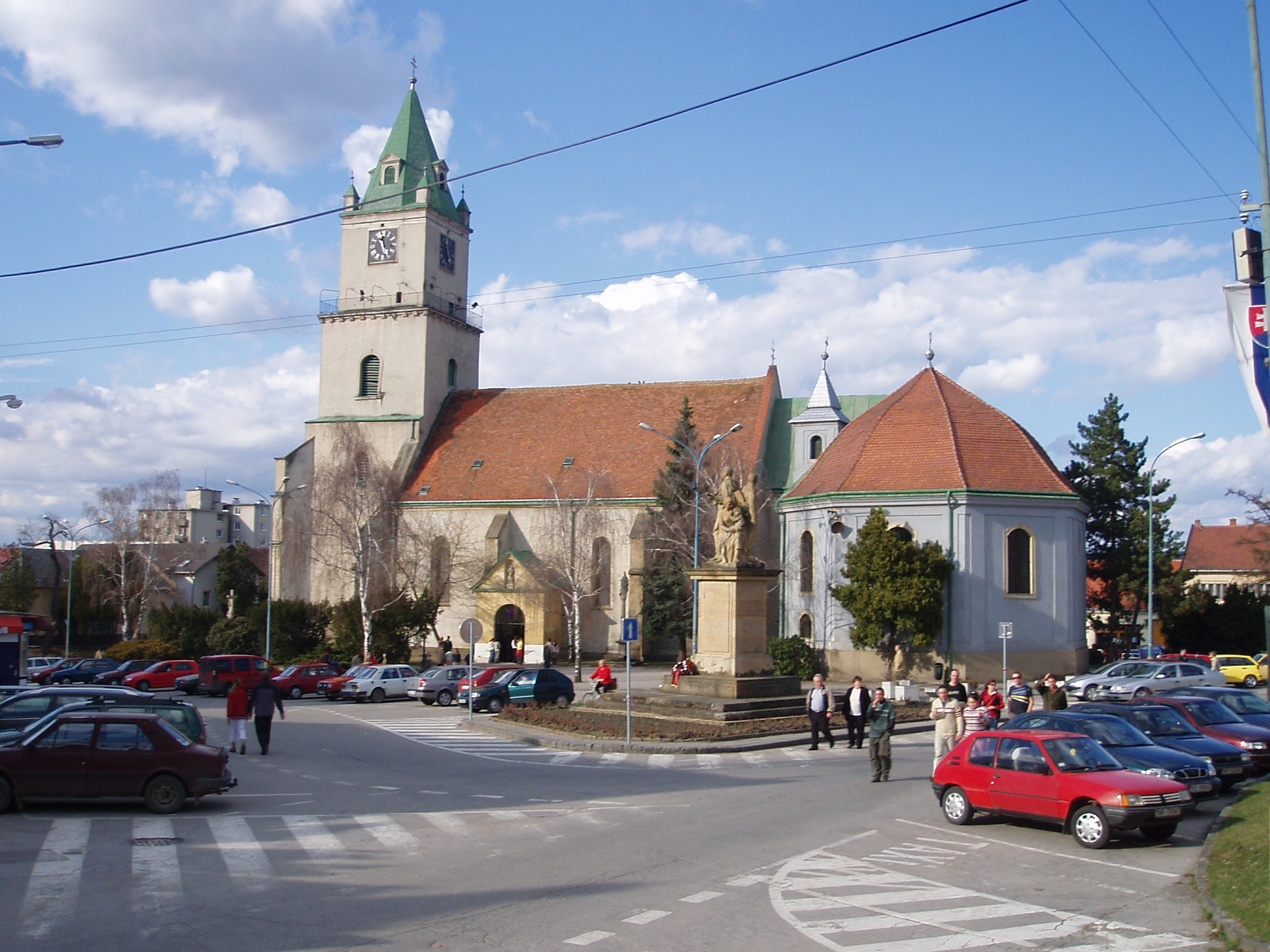
Глоговец

Гло́говец (словац. Hlohovec, нем. Freistadt(l) an der Waag, венг. Galgóc), город в западной Словакии на реке Ваг, у подножья горного массива Поважски Иновец. Население — около 22 тыс. человек.

## История
Глоговец был впервые упомянут в 1113 году в Зоборской листине как замок. В 1362 году получает городские права. В 1446 замок осаждали войска Яна Йискры.
В XVI—XVII веках город страдал от набегов турок и куруцев. В 1663 город был включён в состав Османской империи, где находился до 1683.
Сейчас Глоговец — районный центр, известный прежде всего своим фармацевтическим заводом. Музей Родины в Глоговце (Vlastivedné múzeum v Hlohovci) расположен в здании францисканского монастыря 1492 года постройки. В библиотеке бывшего францисканского монастыря в 1936 году были обнаружены листы, содержащие части из богослужебной книги на глаголице конца XIII века или начала XIV века, сохранившиеся в итальянском книжном переплёте от экземпляра «Trattato dell'amore di Dio». Рукопись украшена только инициалами писца. Несмотря на то что не осталось никаких авторских рукописей периода Великоморавской державы (около 800 — около 900 гг.), эти тексты, вероятно, относятся к IX веку.

## Население
| Год:                | 1994   | 2004    | 2014    | 2024     |
| ------------------- | ------ | ------- | ------- | -------- |
| Количество человек: | 24 054 | 23 151  | 22 264  | 19 458   |
| Разница:            |        | −3,75 % | −3,83 % | −12,60 % |

## Города-побратимы
- Де-Панне, Бельгия (1976)
- Словенске-Конице, Словения (1993)
- Границе, Чехия (2000)

## Достопримечательности
- Замок
- Костёл св. Михаила
- Монастырь францисканцев
- Имперский театр
- Заповедник Сорош

## Известные уроженцы
- Берте, Генрих (1858—1924) — австро-венгерский композитор.